# Olof von Dalin
Olof von Dalin (Vinberg, 29 agosto 1708 – Drottningholm, 12 agosto 1763) è stato un poeta e storico svedese.
Precettore del futuro Gustavo III, fu il primo rappresentante e divulgatore dell'Illuminismo nei paesi scandinavi; la sua attività si realizzò attraverso il giornale satirico Then swänska Argus ("L'Argo svedese", 1732 - 34).
Sulle orme di Jonathan Swift scrisse La favola del cavallo (1740), storia didattico-parodistica in cui il cavallo simboleggia il popolo e i suoi padroni i vari sovrani svedesi dalla metà del XVI secolo all'inizio del XVIII. Con La storia del regno svedese (1747-62), elaborata sotto il segno del razionalismo illuministico, confutò le fantastiche ricostruzioni della storiografia seicentesca. In poesia fu classicista e si rifece a Voltaire e a Pope.

## Opere
- Then Swänska Argus, 1732-1734
- Brynilda, 1738
- Den afwundsiuke, 1738
- Sagan om hästen, 1740
- Swenska friheten, 1742
- Svea rikes historia, 1747-1762
- Witterhets-Arbeten, 1767 (postumo)